# Natalia Gusejewa

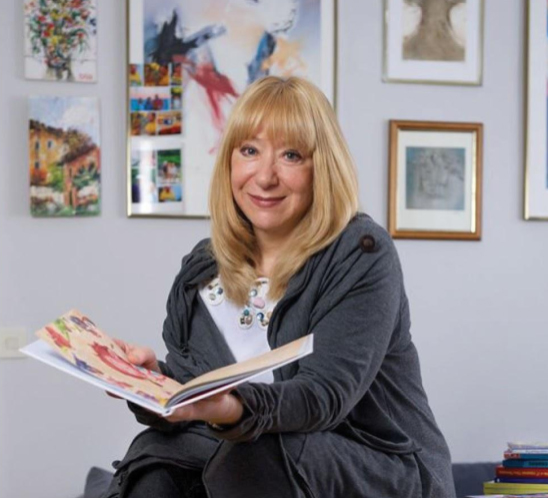
Natalia Gusejewa, 2018

Natalia Gusejewa (ukrainisch Наталя Анатоліївна Гузєєва/Natalja Anatolijiwna Husjejewa; * 8. August 1952 in Kiew, Ukrainische SSR) ist eine ukrainische Drehbuchautorin und Schriftstellerin. Sie ist Autorin der in den Nachfolgestaaten der Sowjetunion bekannten Zeichentrickfilmfiguren Kapitoschka und Petja Pjatotschkin. Die gleichnamigen Filme gehören zu der Goldenen Sammlung von Zeichentrickfilmen 1943–1991 in Russland.

## Leben
Gusejewa wurde  als Tochter eines Fernsehmoderators und einer Schauspielerin geboren. Sie absolvierte die Fakultät für Kybernetik im Fach „Angewandte Linguistik“ an der Kiewer Universität. Sie war als Linguistin, Übersetzerin, Journalistin, Drehbuchautorin und Redakteurin im Studio für Zeichentrickfilm tätig. Seit 1985 war sie Mitglied des Verbands der Filmschaffenden der Ukraine.
Sie lebt seit 1995 in Deutschland, seit 2001 in München. Sie ist verheiratet und hat eine Tochter.

## Werk
Bis 1993 sind die Bücher Natalia Gusejewas in der Ukraine im Verlag „Weselka“ mit einer Auflage von 6 Millionen erschienen. Seit 2004 werden sie in Russland und in der Ukraine herausgegeben und sind auch bei den russisch- und ukrainischsprachigen Lesern in Amerika, Kanada, Israel und Deutschlands populär.
- Die Abenteuer von Kapitoschka (Verlag AST-Astrel)
- Kapitoschka (Verlag Strekoza)
- Petja Pjatotschkins 23 Ärgernisse (Verlage Strekosa, Tesis)
- Petja Pjatotschkin und der Weihnachtsmann (Verlag Asbuka-Attikus)
- Wie Petja Pjatotschkin Elefanten zählte (Verlag Machaon-Ukraina)
- Petja Pjatotschkin und das lustige Tohuwabohu (Verlage Asbuka-Attikus, Machaon-Ukraina)
- Petja Pjatotschkin und 17 mal Liebeskummer (Verlag Strekosa)
- Es war einmal das Mädchen Lenotschka (Verlage Asbuka-Attikus, Stary Lew, Goodparents)
- Wie Petja Pjatotschkin Elefanten zählte (Verlag Vivat)

Herausgegeben in Deutschland
- Erzählung Unsichtbar aus dem Buch Skype Mama, Verlag edition.fotoTAPETA, Berlin, 2013, ISBN 978-3-940524-23-2

Gusejewa übersetzt Bücher des Verlags „Michael Neugebauer Edition“ ins Russische.
Sie ist Autorin des Librettos zum Ballett „Anne Frank“ (mit Unterstützung des Anne-Frank-Fonds und des Jüdischen Fonds der Ukraine, 2006).